# Bjørn Svin
Bjørn Christiansen (født 2. august 1975 i Ringsted), bedre kendt som Bjørn Svin, er en selvlært komponist og musikproducer, der arbejder inden for den danske elektroniske scene.
Bjørn Christiansen startede med at interessere sig målrettet for musik som 9-årig, da hans forældre flyttede på landet. Her lyttede Bjørn bl.a. til Kim Schumachers tidlige programmer på P3, hvor han blev fanget af Depeche Mode, Yazoo og andet electro-pop.
Som 10-årig fik han et stueorgel af sine forældre, og i 7. klasse hørte han for første gang techno og hip hop i radioen.
Efter en kortvarig periode som rapper erhvervede Bjørn sig sin første sampler, sequencer og synthesizer, og dannede i gymnasiet ambient-trioen Yellow Symphony.

## Karriere
I 1995 begyndte Bjørn at få udgivet sin musik – først på Stranger Than Paradise records og Dancecop.
I 1997–1999 udgav April Records de klassiske albums Mer Strøm og Benene på Nakken. Disse albums demonstrerede en ny lyd inden for elektronisk musik, en lyd som var melodisk, rå og højenergisk. Bjørn Svin havde i denne periode et hit med nummeret "Mer Strøm", der for mange af den tid blev en hymne for fans af elektronisk musik i Danmark.
En major-label pladekontrakt med BMG blev til Kan Tropisk (2001).
Derefter fulgte i perioden 2002–2019 et utal af udgivelser og remixes på danske og internationale undergrundslabels.
Sideløbende med udgivelserne var Bjørn Svin fra 1996 til 1999 vært på P3s lørdagsprogram U-land, hvor han var med til at udbrede den elektroniske musik til den bredere danske befolkning.
Bjørn Svin fik allerede i halvfemserne cementeret en position som en særegen live-performer. Med stort nærvær, karisma og en medrivende energi skabte han koncerteroplevelser som rakte langt ud over den elektroniske klubscene.
Udover solo-optrædener udgør Bjørn Svin, sammen med visuel kunster Carl Emil Carlsen, kunstnerduoen Silicium. Silicium er et tværmedialt projekt, som fusionerer computergenereret grafik med elektronisk musik i spektakulære performances.

Bjørn Svin har igennem tiden samarbejdet sammen med kunstnere som  Goodiepal, Else Marie Pade, Jacob Kirkegaard, Elmgreen & Dragset, Lilibeth Cuenca Rasmussen, Jonas Olesen,  Das Beckwerk, Signe Bisgaard, Cristian Vogel, SØS Gunver Ryberg, Sofus Forsberg, Fuzzy, Hackstage, Kasper Øbro, Jorgos Loukakos, Trine Laier/Those Eyes, Henrik Vibskov, Håkan Lidbo, Tobias Von Hofsten, Karsten Pflum, Copyflex, Trio Isemna og Carion. Disse projekter omfatter musikudgivelser og koncertkonstellationer foruden musik til bland andet computerspil, film, kulturevents, danseperformances og teater.
Siden 2007 har Bjørn undervist i elektronisk musikkomposition på Syddansk Musikkonservatorium, Det Jyske Musikkonservatorium, Engelsholm Højskole, og Uddannelsen for Medie og Sonokommunikation.

## Diskografi

### Albums
- Cygnet Committee – Riomantic – Dancecop – 1997.
- Bjørn Svin – Mer Strøm (tubular bells) – April Records – 1997.
- Bjørn Svin & Goodiepal – Sincerely Christmas – BMG – 1997.
- Bjørn Svin – Benene På Nakken – April Records – 1999.
- Bjørn Svin – Kan Tropisk – BMG – 2001.
- Prinz Ezo – Inside Buddy – Tech-nology – 2005.
- Bjørn Svin – Browen – Rump Recordings – 2010.
- Bjørn Svin – Cosmic Top Secret – Selvudgivet  – 2020.

### Vinyl
- Bjørn Christansen – Disconat – Stranger than Paradise – 1995.
- Cygnet Committee – Smoketown EP – Dancecop – 1995.
- Cygnet Committee – The More – Mary Ann Scott – 1995.
- Cygnet Committee – You Can Run EP – Dancecop – 1996.
- Bjørn Svin – Mer Strøm #2 – April Records – 1997.
- Cygnet Committee – In Rio (2*12") – Dancecop – 1998.
- Bjørn Svin – Ungdomsdemoer – Helicopter Records – 1998.
- Bjørn Svin – Benene på nakken (2*12") – April Records – 1999.
- Bjørn Svin & Håkan Lidbo – Light Shift – X-Trax – 2000.
- Bjørn Svin & Christian Bloch – Untitled – Simple Music – 2000.
- Bjørn Svin – Mand Over Bord – Immaculate Records – 2002.
- El Far – Couples of Lonely Dancers – Tech-nology – 2003.
- Bjørn Svin – Birdline Assembly – Kondi Records – 2003.
- Prinz Ezo – The Body Offset (2*12")- Tech-nology – 2005.
- Prinz Ezo – Before You Suite – Iron Oxide Records – 2006.
- Bjørn Svin & Tobias Von Hofsten – Highscore – Input/Output Inc – 2006.
- Bjørn Svin – 909 Steps Down – Iron Oxide Records – 2007.
- Prinz Ezo – Organic Squares – Tender Productions – 2007.
- Bjørn Svin – Drive In No Man's Pants – RSB – 2008.
- Bjørn Svin & Christian Bloch – NRSB 5 – Slow To Speak – 2008.
- Bjørn Svin – Browen – Rump Recordings – 2010.

### Web Releases
- Prins Esso – Prins Esso – www.datanom.com – 2002.
- Yellow Symphony – BIN004 – BIN – 2007.

### Compilation Bidrag
- Bjørn Svin – The World – Tivoli Trax – Multiplex – 1996.
- Bjørn Christansen – Del Af Mere – Xart Hybrid, Bar Interessant, Offenbar – Xart Hybrid – 2001.
- Bjørn Svin – Calypsicals – Electric – Musicsystem – 2003.
- Bjørn Svin – Melodeaky – Dj Legba Compilation – Tender Productions – 2003.
- The European Government – Break It Down – Christianiapladen – Helicopter Records – 2004.
- The Contradition Boys – The Chant – Dansk Lyd – ElectrAros – 2004.
- Prinz Ezo – Pleaser – Rump Comp Volume One – Rump Recordings – 2004.

### Remix
- Cygnet Committee – Funkicidie – Funkus – Dancecop – 1996.
- Bjørn Svin – NO 2 (Bjørn Svin Electric Rave Remake) – Acustic – April Records – 1997.
- Bjørn Svin – Going Away – Puddu Varano – BMG – 1998.
- Bjørn Svin – Jagt – Malk De Koijn – BMG – 1998.
- Bjørn Svin – Barking Hotdog (Bjørn S**n Klup Miks) – Düreförsög – Crunchy Frog – 1999.
- Bjørn Svin – Nu Stille – Per Højholt – Exlibris – 2001.
- Bjørn Christansen – 7 Cirkler i et Matrix – Else Marie Pade – Resonance Records – 2002.
- Bjørn Christansen – Slowly Rotating – ROTO – Moosematrix – 2003.
- Bjørn Svin – Diagnosis Dark Passion – Miss Yetti – Gold-und-liebe Tonträger – 2004.
- Bjørn Svin – ?? – Aida – ?? – 2004.
- Prinz Ezo – Far From Showbizz – Beyond dawn – ?? – 2004.
- Prinz Ezo – Parading The Frozen – Martin Hall – Panotikon – 2007.